# Степановка (Шимановский район)
Степановка — упразднённое село в Шимановском районе Амурской области России. Исключено из учётных данных в 1974 году.

## География
Село располагалось на реке Селеткан, на расстоянии примерно 15 километров (по прямой) к востоку от города Шимановск.

## История
Село возникло в 1909 году. По данным на 1916 год село Степановка состояло из 26 дворов (население составляло 7647 человек) и входила в состав Гондаттиевской волости 3-го стана Амурского уезда Амурской области.
По данным 1926 года в Степановка имелось 30 хозяйств (28 крестьянского типа и 2 прочих) и проживало 127 человек (67 мужчин и 65 женщин). В национальном составе населения преобладали русские. В административном отношении входило в состав Раздольнинского сельсовета Свободненского района Амурского округа Дальневосточного края.
Решением Амурского исполкома от 7 июня 1974 года № 253, село Степановка исключено из учётных данных как несуществующее.